# Anatrachyntis biorrhizae
Anatrachyntis biorrhizae är en fjärilsart som beskrevs av Sinev 1986. Anatrachyntis biorrhizae ingår i släktet Anatrachyntis och familjen fransmalar. Inga underarter finns listade i Catalogue of Life.